# Omox lupus
Omox lupus är en fiskart som beskrevs av Springer, 1981. Omox lupus ingår i släktet Omox och familjen Blenniidae. Inga underarter finns listade i Catalogue of Life.